# Miguel Ángel Rodríguez Echeverría
Miguel Ángel Rodríguez Echeverría (San José, 9 de enero de 1940) es un economista, empresario abogado, y político costarricense. Rodríguez fue ministro de planificación (1967-1970) y de la Presidencia (1970) y director del Banco Central durante la administración de José Joaquín Trejos (1966-1969), diputado de la Asamblea Legislativa en el período 1990-1994, mismo en que ejerció la Presidencia del Congreso, 43.er presidente de la república del 8 de mayo de 1998 al 8 de mayo de 2002 y fue elegido por unanimidad secretario general de la Organización de los Estados Americanos el 7 de junio de 2004, puesto al que voluntariamente renunció  en octubre del mismo año para presentarse a enfrentar cargos judiciales en Costa Rica.
Rodríguez fue un político de pensamiento económico liberal que favorecía la disminución del Estado, el libre comercio, la apertura de los monopolios públicos y la construcción y mantenimiento de infraestructura pública con participación del sector privado, políticas que implementó desde su Presidencia. Su política social cristiana logró la aprobación de la Ley de Protección al Trabajador que estableció un sistema multipilar de pensiones, así como la defensa de la madre y el niño con la Ley de Paternidad Responsable. En  su gobierno enfrentó protestas sociales a raíz de su empeño por aprobar un paquete de leyes que abría los monopolios de telecomunicaciones y electricidad del Instituto Costarricense de Electricidad que han sido vistas como un momento icónico de las movilizaciones populares costarricenses.
Acusado de haber recibido sobornos de la firma francesa Alcatel para la adjudicación de contratos para telecomunicaciones, Rodríguez renunció a la Secretaría General de la OEA y voluntariamente regresó al país donde a su arribo previamente anunciado fue  arrestado y procesado judicialmente por enriquecimiento y condenado a cinco años de prisión, sentencia que luego fue revocada y declarado inocente por dos sentencias unánimes del Tribunal de Apelación de Sentencias y otra de la Sala de Casación Penal. En las últimas sentencias se tomaron como válidas todas las pruebas que antes había sido declaradas ilegítimas.

## Vida y familia
Nació en San José, el 9 de enero de 1940, en la familia compuesta por el inmigrante colombiano de origen asturiano Manuel Rodríguez Támara y la costarricense Blanca Echeverría Velázquez. En su familia se trazan muchas líneas de ascendencia española, tanto criolla como proveniente de varias regiones latinoamericanas (México, Nicaragua, Colombia), así como italiana y afrocostarricense. Está casado con Lorena Clare Facio con quien procreó tres hijos: Miguel Alberto, Andrés y Ana Elena. Miguel Alberto falleció a los quince años en un accidente.
Por línea paterna desciende del linaje Rodríguez de Santurio, originario del principado de Asturias, cuyos primeros miembros llegaron en el siglo XVIII a Cartagena de Indias, (actual Colombia). Su tatarabuelo paterno Enrique Rodríguez Santurio fue uno de los firmante del Acta de Independencia de Colombia del 11 de noviembre de 1811. Además, es primo segundo del Dr. Carlos Rodríguez Quirós, IV Arzobispo de San José. Su familia paterna migró a Costa Rica a inicios del siglo XX.
Adicionalmente, en su línea materna, desciende directamente de José Castro Madriz, dos veces presidente de Costa Rica (1847-1849 y 1866-1868).
Realizó la instrucción primaria en la Escuela Buenaventura Corrales y la secundaria en el Colegio La Salle (graduado de la I Promoción). Se graduó de licenciado en economía y Ciencias Sociales (1962) y licenciado en derecho (1963) por la Universidad de Costa Rica. Obtuvo una maestría (1966) y doctorado en economía (1966) por la Universidad de Berkeley, California

## Cargos con el sector privado
Entre los años 70 y 80 trabajó en el sector privado. Presidió la compañía Grupo Ganadero Internacional, S.A. y dirigió organizaciones de negocios a nivel nacional.

## Cargos académicos
Durante cinco décadas, Rodríguez ha permanecido activo en el campo académico como profesor en la Escuela de Economía de la Universidad de Costa Rica y en la Universidad Autónoma de Centro América. Es autor de numerosos libros y artículos sobre temas económicos, sociales y políticos. Fue profesor visitante en la Universidad de California Berkeley en 1968, en la Universidad Carlos Tercero en 2003 y de 2002 a 2004 en la escuela de asuntos internacionales Elliott School of International Affairs de George Washington University, en la ciudad de Washington. Ha servido en años recientes en el consejo directivo de International Foundation for Electoral Systems y en el consejo asesor de Initiative for Policy Dialogue, además de presidir el grupo consultivo de la consultora Manatt Jones Global Strategies.

## Cargos públicos y políticos
Su primer cargo público fue como Director Alterno de la Oficina de Planificación de 1966 a 1968. Luego fue ministro de Planificación de 1968 a 1969 y director del Banco Central de 1966-1969 durante la presidencia de José Joaquín Trejos del Partido Unificación Nacional, siendo luego electo diputado en 1990 por el Partido Unidad Social Cristiana, llegando a presidir la Asamblea Legislativa. Fue vicepresidente de la Organización Demócrata Cristiana de América desde 1991 y presidente en 1995. Fue elegido secretario general de la OEA durante la 34.ª sesión ordinaria de la Asamblea General de la OEA, realizada en Quito, Ecuador, en junio de 2004. Asumió el cargo el 15 de septiembre de 2004, pero renunció un mes después para regresar a su país y de esta forma enfrentar directamente las acusaciones que se formularon en su contra.

## Carrera por la presidencia

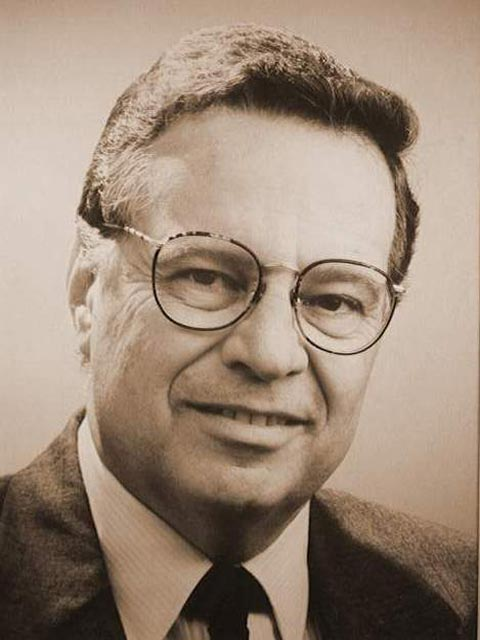

Su primer intento por llegar a ser presidente de la República fue como precandidato en las primarias socialcristianas de 1989 donde enfrentó a Rafael Calderón Fournier, quien obtuvo el 76% de los votos. Si bien se sabía que Rodríguez no tenía posibilidades de ganar ya que el PUSC era un partido que se sostenía sobre las bases calderonistas que veían en Calderón Fournier (hijo del caudillo histórico del calderonismo) a una figura insoslayable.  Aun así la precandidatura de Rodríguez fue estratégica y le permitió irse dando a conocer. Participó de nuevo en la convención de 1993 esta vez contra Juan José Trejos, hijo del expresidente socialcristiano José Joaquín Trejos y ahora como partido oficialista pues Calderón había ganado las elecciones de 1990. Rodríguez se impone contra Trejos en una campaña donde se le acusó por primera vez de ser «neoliberal» y de no seguir los principios socialcristianos, e incluso Trejos no le da la adhesión inmediatamente como se estilaba, aunque se la dio finalmente.
Así, Rodríguez enfrentó a José María Figueres del Partido Liberación Nacional, también hijo de un expresidente don José (Pepe) Figueres, en un entorno rígidamente bipartidista. Durante la campaña Figueres también acusó a Rodríguez de neoliberal y de buscar desmantelar el estado de bienestar y las conquistas sociales de Costa Rica. Finalmente, Figueres vence en las urnas sobre Rodríguez, aunque por estrecho margen.
Rodríguez sería candidato una vez más por el PUSC cuatro años después, esta vez sin necesitar una convención ya que no hubo otro candidato y se le consideró el más apto por haber casi ganado en 1994, por lo que fue elegido candidato por aclamación de la Asamblea Nacional de su partido el 29 de junio de 1997. Enfrentó al candidato liberacionista José Miguel Corrales, afectado por la impopularidad del gobierno de José María Figueres, a quien derrotó logrando así ser electo presidente para el período constitucional de 1998 a 2002.